# Epirotiki Line
Epirotiki fue una compañía naviera que comenzó en 1850. Epirotiki Line operaba cruceros, cargueros y buques tanque.

## Fundación
Anastassios Potamianos comenzó su primera empresa de transporte marítimo en 1850 transportando carga y pasajeros a lo largo del río Danubio entre la isla de Cefalonia y la ciudad de Brăila . Asistiendo a Anastassios estaba su sobrino, Giorgos Potamianos . Cuando Anastassios Potamianos murió en 1902, Giorgos asumió la dirección de la empresa y tomó el emblema de la Cruz Bizantina como marca registrada de la empresa, y cambió el nombre de la empresa a Epirotiki. En 1916 Giorgos se trasladó al nuevo centro de transporte marítimo de Piraeus, adquiriendo su primer barco a vapor. En 1926, la empresa poseía 15 buques de pasajeros que oscilaban entre 800 y 1500 TRB.

## Segunda Guerra Mundial
Durante la Segunda Guerra Mundial, el Pireo fue destruido por los ataques aéreos alemanes contra la ciudad. Solo se salvó un buque, el G.Potamianos, que fue apropiado por los aliados. Al final de la guerra, Epirotiki comenzó su renacimiento con la adquisición de tres barcos, marcando el comienzo de su era moderna.

## Era moderna

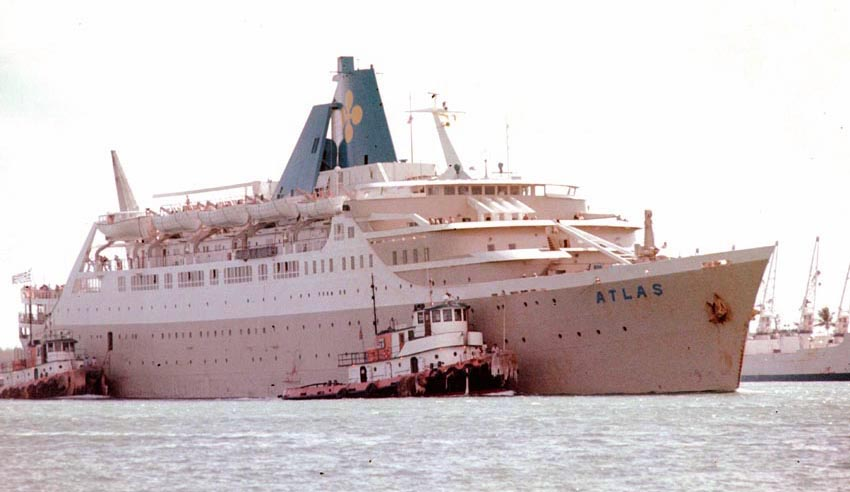
MTS Atlas

Inicialmente, Epirotiki se centró completamente en el mercado de cruceros y comenzó a realizar cruceros de ida y vuelta operando en el mar Egeo, las islas griegas y el Mediterráneo oriental . Las adquisiciones de embarcaciones como Semiramis, Pegasus (I) y Hermes ayudaron en la expansión de la empresa. En la década de 1960, Epirotiki continuó expandiendo su operación, agregando varios destinos en el Caribe. Los buques adquiridos en este período incluyeron el Argonaut, Jason, Orpheus, Apollon XI y Poseidon, entre otros.
La industria de los cruceros creció rápidamente en la década de 1970, y Epirotiki se convirtió en la compañía de cruceros más grande de Grecia y el Mediterráneo oriental con adiciones a su flota como Júpiter, Oceanos, World Renaissance, Odysseus, Mistral, Pegasus (II) y Triton . Durante la década de 1980 y después, la empresa se diversificó en transportistas de carga seca y petroleros de crudo bajo administración separada.
Epirotiki Lines llegó a Sudamérica en 1978 operando desde São Paulo para aprovechar el hecho de que las líneas italianas no podían manejar la cantidad de turistas en la temporada alta de verano tropical. La compañía griega utilizó el Atlantis con una tripulación de griegos, italianos (en su mayoría) y algunos brasileños (en su mayoría camareras) para facilitar el diálogo a bordo. El operador turístico vendió cruceros de ida y vuelta utilizando el régimen de cabina única, con relativo éxito. Este barco fue una vez el Adonis, barco hermano del Eros y Jason de la flota; Todo reformado como barcos turísticos de lujo. La ruta elegida a lo largo de la costa brasileña unía los puertos de Santos (SP), Angra dos Reis (RJ) y Río de Janeiro (RJ). Se informa que una de las herederas del negocio helénico subió a bordo desde Grecia, una mujer de sesenta años, peluda, de pelo corto morado, que supervisaba ella misma los servicios del barco. En este negocio, el Consulado de Grecia en Brasil, en Salvador (BA), nutrió los stands transatlánticos con extenso material turístico impreso con fotografías en color y varios mapas con relieve terrestre 2-D simulado, con las principales rutas marítimas de la costa griega y costas.
El pico de las operaciones globales de la compañía se alcanzó en 1990, con la sede griega en El Pireo (Akit Miaouli, 87), consolidando oficinas en Londres (6 Quadrant Arcade, Regent St), París (8, Rue Auber 9a), Roma (Via Barberini, 47) y la ciudad de Nueva York (608 Fifth Ave), y para los negocios de América del Sur su representante general y agente de viajes para el mercado de América Latina fue el socio Airtour Operator, en São Paulo.
En el sector del turismo marítimo, Epirotiki consolidó su posición a través de asociaciones y fusiones. En 1993, Epirotiki se asoció con Carnival Cruise Lines, comprando barcos de Carnival a cambio de acciones en Epirotiki. La empresa adquirió los buques Pallas Athena, Olympic y Apollon (II) .
Sin embargo, al mismo tiempo, la empresa enfrentó dificultades, ya que tres de sus cruceros ( Júpiter, Pegasus y Oceanos ) se hundieron entre 1988 y 1991.
En 1995, Epirotiki fusionó sus operaciones con Sun Line, creando una nueva compañía llamada Royal Olympic Cruise Lines. Manteniendo inicialmente sus dos marcas, Royal Olympic Cruise Lines comenzó a planificar una oferta pública de la compañía en 1997. La compañía reestructuró sus participaciones, creando una nueva entidad, Royal Olympia Cruise Lines, y cotizó en la bolsa de valores NASDAQ (ROCLF) en 1998. La nueva empresa colapsó en 2005 y sus barcos se vendieron.

## Flota
Una lista de buques operativos en la flota:
| Barco             | En servicio con Epirotiki | Notas | Imagen |
| ----------------- | ------------------------- | --- | ------ |
| Atreus            | (1958–1970)               | Atreus fue construido en 1914 como el Aalborghus de DFDS. Fue rebautizada como Frederikshavn, en 1936 y vendida a Epirotiki en 1958. Estuvo en funcionamiento hasta 1968 y fue desguazada en 1970. |        |
| Semiramis         | (1953–1979)               | Semiramis fue construido como el Calabar del Elder Dempster en 1935, para su uso en sus servicios locales de África Occidental. Fue comprado por Epirotiki en 1953 y muchos lo consideran el primer crucero griego. Permaneció en servicio hasta 1979 y fue desguazada al año siguiente. |        |
| Hermes (1)        | (1955–1960)               | Hermes (1)fue construido como el Bergen Line Júpiter de 1915. Fue comprado por Epirotiki en 1955. |        |
| Hermes (2)        | (1961–1974)               | Hermes (2) Hermes (2) fue construido en 1930 para la costa oeste del Pacífico canadiense como la princesa Joan. Los constructores originales fueron Fairfields of Glasgow, y su servicio fue entre Seattle, Victoria y Vancouver. Originalmente tenía tres embudos, que se canalizaron en un solo embudo grande cuando Epirotiki compró el barco en 1960, entrando en servicio el año siguiente. En el servicio de Epirotiki, comenzó como barcos de tres clases, en un servicio de transbordador de pasajeros y automóviles entre Italia-Grecia-Chipre-Israel. Más tarde fue utilizada para navegar. Hermes (2) pasó sus últimos años como barco de alojamiento en Escocia y se desguazó en 1974. |        |
| Pegasus (1)       | (1961–1976)               | Pegasus (1) se construyó en 1930 para la costa oeste del Pacífico canadiense como la princesa Isabel. Con su barco hermano, la Princesa Isabel, su servicio estaba entre Seattle, Victoria y Vancouver. Junto con su barco hermano tenía tres embudos. Con su barco hermano vendido en Epirotiki en 1961 y rebautizado como Pegasus (1). Fue utilizada como ferry de pasajeros entre Italia-Grecia-Chipre-Israel. Más tarde fue utilizada para navegar. Sus últimos años con su barco hermano lo utilizó como barco de alojamiento en Escocia y fue desguazado en 1976. |        |
| Argonaut          | (1964–2003)               | Argonaut fue construido en 1929 como el yact Orion. Fue comprada y reconstruida como crucero para Epirotiki. Más tarde cambió el nombre de Regina Maris y se desguazó en 2003 como Regina en Aliağa. |        |
| MTS Jason         | (1967–2005)               | MTS Jason fue construido en 1965 para reparaciones de guerra como Afrodita en Italia. Más tarde fue comprada para Epirotiki en 1967. Permaneció en Epirotiki durante años y luego la compró en 2005 para Indian Ocean Cruises como Ocean Odyssey. El barco finalmente fue desguazado en 2010 en Alang. |        |
| Odysseus (I)      | (1967–1980)               | Fue construida en 1936 como MV Leinster para Coast Lines. Más tarde rebautizado como Príncipe del Ulster. Barco vendido finalmente en 1967 para Epirotiki. Se separó en 1987 en Faslane. |        |
| Apollon II        | (1968–1981)               | Anteriormente llamado Irish Coast por Coast Lines. Ella fue adquirida de Epirotiki en 1968. En el servicio de Epirotiki cambió muchos nombres Orfeo 1, Semiramis II, Achileus y en algún momento Apollon XI. En 1980 pasó a llamarse Apollon 11. Estaba en 1981 y finalmente se perdió en un tifón en 1989. |        |
| Orpheus           | (1969–1997)               | Fue construida en 1947 como MV Munster para Coast Lines. Más tarde, pasó a llamarse Orpheus 2 en 1969. Finalmente, el barco se vendió en 1967 en Royal Olympic Cruises. |        |
| Jupiter           | (1970–1988)               | Fue construida en 1962 como Moledet para Zim Lines. Fue comprada en Epirotiki en 1970 y rebautizada como Júpiter. Se hundió en octubre de 1988 cerca del puerto del Pireo después de una colisión con un ferry italiano Adige. |        |
| Neptune           | (1971–2001)               | Fue construida en 1955 como Meteor para Bergen Line. Más tarde se incendió y sus restos se vendieron a Epirotiki en 1971. Finalmente se desguazó en 2001 en Aliaga |        |
| Atlas             | (1972–1986)               | Fue diseñado como buque de carga para Holland America Line. Más tarde, el barco se convirtió en crucero para Holland America Line como Ryndam en 1951. Más tarde fue transferido a Europe Canada Line para cruceros universitarios flotantes. Más tarde renombrado Waterman. Después de renombrar Ryndmam nuevamente. El barco se vendió a Epirotiki en 1972 y se reconstruyó como Atlas. El barco se vendió en 1986 como casino flotante en México. Más tarde se renombró Pride of Mississippi, Pride of Galveston y Copa Casino. El barco finalmente se hundió en 2003 cuando se dirigía a Alang en busca de chatarra.                                                                           |        |
| MTS Oceanos       | (1976–1991)               | Fue construida en 1953 como Jean Laborde. Posteriormente se renombró como Pierre Lotti para Efthymiadis Lines para la ruta Patras-Igoumenitsa-Ancona. Más tarde, la rebautizó como Océanos para Epirotiki. El barco finalmente se hundió cerca de Coffee Bay el 4 de agosto de 1991. |        |
| Hermes            | (1976–2005)               | Fue construida en 1956 como Jugoslavia. La compraron para Epirotiki y la rebautizaron como Hermes. Sus últimos años amarrados en el puerto del Pireo y la bahía de Eleusis. Finalmente desechado en 2012 en Aliaga. |        |
| Pegasus           | (1987–1991)               | Fue construida como Svea Corona para Silja Line. Posteriormente el barco se vendió nad [aclaración requerida] reconstruido para Epirotiki y rebautizado como Pegasus. Desafortunadamente, el barco se incendió el 2 de junio de 1991 y se hundió parcialmente en Venecia. Más tarde, sus restos se vendieron a Strinzis Lines como Ionian Express y se desecharon en 1995 en Aliaga. |        |
| Odysseus          | (1988–2003)               | Fue construida en 1961 como Princessa Isabel. Más tarde rebautizado como Marco Polo. El barco se vendió a Epirotiki en 1988 como Odysseus. En 1997 pasó a la subsidiaria de Epirotiki a Royal Olympic Cruises en 1997. Después de la defunción de Royal Olympic Cruises, el barco pasó a Hansa Kreuzfahten. El barco finalmente fue desguazado en 2008 en Aliaga. |        |
| Triton            | (1991–2004)               | Fue construida en 1971 para la línea Cunard como Cunard Adventurer. Más tarde, el barco pasó a llamarse Sunward II por NCL. Más tarde, el barco cambió de nombre en 1991 a Triton para Epirotiki. Más tarde, el barco pasó a Royal Olympic Cruises. Finalmente, el barco se vendió a Louis Cruises en 2004 y pasó a llamarse Coral. El barco fue desguazado como Cora en 2013 en Alang. |        |
| Pallas Athena     | (1992–1994)               | Fue construida en 1951 como Flandre. El barco después pasó a llamarse Carla Costa por Costa Crociere. El barco se vendió más tarde en 1992 a Epirotiki y pasó a llamarse Pallas Athena. Fue destruida por un incendio en 1994. |        |
| Apollon 1         | (1992–1995)               | Fue construido como Wakashio Maru en 1973. Más tarde renombrado Sunflower 7. Luego, el barco se vendió y reconstruyó a Epirotiki en 1992 como crucero. El barco luego se vendió a Minoan Lines y pasó a llamarse Minoan Prince. Finalmente, el barco rebautizado como Golden Prince fue desguazado en 2014 en Aliaga. |        |
| Apollon           | (1993–2003)               | Fue construida en 1956 como RMS Emperatriz de Canadá para Canadian Pacific. Más tarde, el barco pasó a llamarse Madri Grass para Carnival Cruise Line. El barco más tarde se vendió a Epirotiki como Apollon y luego pasó a Royal Olympic Cruises. Finalmente, el barco fue fletado a Direct Cruises y finalmente se desguazó en 2003 en Alang. |        |
| Olympic           | (1995–2001)               | Fue construida en 1956 como RMS Empress Of England para Canadian Pacific. Más tarde, el barco se vendió a Greek Line y pasó a llamarse Queen Anna Maria. El barco luego se vendió a Epirotiki y pasó a llamarse Olympic. Luego, el barco pasó a Royal Olympic Cruises. El barco en 2001 se vendió a Thomson Cruises y pasó a llamarse Topaz. El barco luego se vendió a Peace Boat y se desguazó en 2009. |        |
| World Renaissance | (1977–2004)               | Fue construido como Renaissance en 1970. El barco fue fletado a Costa Crociere y luego a Epirotiki como World Renaissnace. Luego, el barco pasó a Royal Olympic Cruises. Después del colapso de la República de China se vendió y se renombró Grand Victoria. Finalmente, el barco pasó a llamarse Maestro y se desguazó en 2010 en Alang. |        |
| Stella Solaris    | (1997–2003)               | Fue construida como Cambodge en 1953. Luego pasó a Sun Lines y luego se vendió a Royal Olympic Cruises. El barco luego atracó en la bahía de Eleusis y se desguazó como S Solar en 2004 en Alang. |        |